# 心靈遊戲
《心靈遊戲》（日语：マインド・ゲーム）是一部2004年上映的日本成人動畫實驗喜劇電影，改編自羅賓·西的同名漫畫系列。該片由STUDIO 4℃策劃、製作和主要動畫製作，由湯淺政明改編和執導，這是湯淺的導演處女作。總作畫監督和角色設計由末吉裕一郎擔任，美術監督由菱山徹負責，基礎設定和進一步的動畫指導由久保正彥擔任。
在多段式電影以外的長片電影中，使用一系列不同的視覺風格來講述一個連續的故事被認為不尋常的。正如湯淺在接受《日本時報》採訪時所說，「我沒有以嚴肅和直接的方式講述這個故事，而是選擇了一種有點狂野和不完整的視覺風格。我認為今天的日本動畫迷不一定需要如此精緻的作品。」
這部電影上映後，受到了狂熱觀眾的歡迎，在全球範圍內贏得了多個獎項，包括第8屆日本新媒體動漫藝術節動畫部門大獎、第59屆每日電影獎大藤伸郎獎。並得到了導演今敏和比尔·克林顿的稱讚。

## 劇情大綱
開場時，快速插入了各個時代、各種人物的跑馬燈，就像是旋轉木馬一樣。對於初次觀賞的人來說，這些片段的意義是個謎。

### 西和妙的重逢「西的死」
故事發生在日本大阪府。志向成為漫畫家的西，在一列火車中與幼時的青梅竹馬，也是他的初戀妙重逢了。兩人在學生時代透過情书開始交往，但因為太過在意愛情關係而變得尷尬，最終分手收場。西一直堅持不懈地發送電子郵件表達自己的情感，但妙卻因為被債務取貨人黑幫追債而一家人夜間跑路，此後對西來說就成了行蹤不明的存在。
西和妙來到妙的姐姐妍經營的居酒屋，得知妙與常客良已經訂婚，讓西感到震驚。當西無法表達自己至今未改變的情感而感到苦惱時，兩名追債人的債務取貨人，穿著足球球衣的魁偉大漢阿津和戴著眼鏡的男子，闖進了居酒屋。阿津不僅是來收債的，更燃燒著對妙父曾經欺騙妙的怨恨而準備報復。見到阿津，妙父隱藏起來，妍試圖趕出他們而激怒了阿津，他振振有詞地破壞了居酒屋，並試圖對妙進行性侵。在角落發抖的西，在一場意外中肛門被射擊致死，這是個荒謬的結局。阿津因西荒唐的死法而荒唐大笑，但由於多此一舉地犯了殺人罪，被眼鏡男用槍懲罰。眼鏡男向妙姐要求燒烤和酒，一邊享用，一邊想著自己以前告別的戀人。

### 西部生存「汽車追逐」
被阿津射殺的西變成了鬼魂，醒來發現自己身處在一片神秘的空間中，四周空無一物。一個自稱是「上帝」的神在不斷變換形象地出現，對西說道：「你的生命已經結束了，也沒有來世。」西對突如其來的生命終結感到不甘心，但卻得不到神的理解，只被指示前往類似蟲洞的空間孔，通往死後的世界。受現世的牽絆所困擾的西，發現了對面另一個蟲洞，明白這是回到現世的路，於是朝著那裡奔去。西振作精神，擺脫了神的勸說，以一股勁兒逃離了這片神秘的空間。
當西回過神，發現時間已回到被阿津射殺的前一刻。西奪過手槍，射殺了阿津，並對著眼鏡男，帶著妙和妍，遺棄妙父後奪走一輛黑幫的汽車逃走。得知阿津的死訊，黑幫老大派出了追捕車隊。西打電話到被奪走的汽車上的车载电话，黑幫老大在電話中長篇大論地描述了已故的阿津曾是多麼有前途的足球運動員。
逃脫神追捕的西，摒棄了過去的軟弱和懦弱，對生活的可能性充滿了迷戀，他不再畏懼犯罪和黑幫，而是對生命充滿了熱情。在一場激烈的汽车追逐中，被逼至橋上的西猛然轉動方向盤，直接跳進了大海。就在此時，他們三人與汽車一起被一隻巨大的鯨魚吞噬了。

### 鯨魚體內的生活「逃脫」
醒來後，三人被捲入被鯨魚吞嚥的海水洪流，幸運地被鯨魚的胃裡生活了30年的老人救出。這位老人在鯨魚的胃裡以吞食的東西維持生計，曾試圖用木船逃出，但被湧動的海水洪流沖走，不得已放棄了這個念頭。
被告知除了在鯨魚浮出海面時才能使用的收音機之外，他們與社會已完全隔絕，絕望的西等人被老人的「享受當下」的態度所感染，利用鯨魚胃中漂流的東西，展開了與以往完全不同的隨心所欲的生活。妙重新開始努力游泳，而妍則投入到各種藝術活動中。為了給他們提供娛樂，西開始繪畫漫畫。不久，西和妙漸漸相愛。
雖然西等人感受到了充實，但對於現代社會的執著依然存在。在這個過程中，他們發現鯨魚不再吞食太多東西，胃的水位開始上升，意味著鯨魚的寿命即將結束。西想起了被奪走的黑幫汽車還有一些汽油。四人利用他們從鯨魚的胃中找到的大量零件裝上了引擎，加滿了汽油，利用收音機信號計算鯨魚升至大阪海面的時機，決心脫困。
當他們靠近鯨魚的嘴巴時，船被粉碎，但四人跳了出去，利用碎片、從外部流入的魚類、飛機、坦克、摩天大樓等作為腳手架，繼續疾奔，當腳手架消失時，他們沿著水面奔跑。最終，他們跳出大阪海岸。

### 結束
當四人似乎成功脫困之際，場景回到西和妙再次相遇之前。正在追蹤妙一家的阿津和眼鏡男，在雨中發現了奔跑的妙，眼鏡男目送著他的離去，前往告別的戀人處，兩人搭上了新幹線，消失在某處。與此同時，追逐妙的阿津卻迷失了她的蹤影。在火車上的西與奔跑而來的妙重逢，但這次的相遇方式與故事一開始有所不同。
接著，插入了對西、妙、妍、以及老人等主要人物各種不同未來可能性的片段（包括西成為成功的漫畫家、失敗而衰敗的西、在其他職業中取得成功的西、努力游泳的妙、參加奧運的妙、建立幸福家庭的妙、成為藝術家的妍、成為職業摔跤手的妍、成為健美運動員的妍、以及寂寞死去的老人等）。
最後，插入了類似於開場的快速瀏覽片段的長版。這些片段讓觀眾明白了這些角色的成長歷程和他們回顧人生的回憶。當老人在船上醒來之後，片段顯示了本作的標題，「THIS STORY HAS NEVER ENDED」的字幕。

## 配音員
| 角色名稱           | 聲優                           |
| ------------------ | ------------------------------ |
| 西                 | 今田耕司                       |
| 妙（みょん）       | 前田沙耶香                     |
| 妍（ヤン）         | 田熊靖子                       |
| 老人（じーさん）   | 藤井隆                         |
| 亮（リョウ）       | 山口智充 （DonDokoDon）        |
| 極道（ヤクザ）     | 西凜太朗                       |
| 阿津（アツ）       | 中條健一                       |
| 電台DJ（ラジオDJ） | 小堀裕之、川谷修士 （2丁拳銃） |
| 老闆（ボス）       | 島木譲二                       |
| 妙父（みょんの父） | 坂田利夫                       |

## 製作人員
- 原作 -羅賓·西（日语：ロビン西）
- 監督・腳本 - 湯淺政明
- 角色設計・總作畫監督 - 末吉裕一郎
- 設定・作畫監督補 - 久保正彥
- 原畫 - 青木康浩、蘆野芳晴、伊東伸高（日语：伊東伸高）、海谷敏久、浦谷千恵（日语：浦谷千恵）、追崎史敏、小倉陳利（日语：小倉陳利）、柿田英樹、金井次朗、笹嶋啓一（日语：笹嶋啓一）、佐藤雅弘、関口英樹、関根昌之（日语：関根昌之）、高口弘、高橋英樹（日语：高橋英樹）、竹本直人、田澤朗、多田雅治、田中雄一、玉川真人、千葉ゆみ、坪内克幸、中西寛、中山大輔（日语：中山大輔）、鍋田香代子、西見祥示郎（日语：西見祥示郎）、西村博之、野村和也、宮野都、安彦英二、山口賢一、山田誠、大平晋也（日语：大平晋也）（ノンクレジット）
- 動畫監修 - 梶谷睦子
- 動畫檢查 - 韮塚沙絵
- 動畫 - 飯野誠、石塚裕介、磯部智子、一居一平、市原真智、井上慶子、井本俊一、井本良子、岩柳恵美子、上谷公要

上戸幸生、大下知之、大野大樹、大曲健克、大村慎一、可児里未、桂仁志、加藤恵子、加来由加里、川口宜之
木下美香、木宮亮介、木村和也、木村都彦、楠知津子、小梶慎也、斎藤言栄、佐川芳実、佐藤仁実、讃岐順子
椎名律子、柴田絵梨子、渋谷勤、清水佳子、菅田朋子、鈴木富美子、角雄崇、関川成人、外間亮、高橋瑞香
高橋祐子、館山富美子、田中一史、塚本歩、堤章江、中島弘晶、中野洋平、新留理恵、長谷川知世、原佳寿美
原口ちはる、肥田貴行、堀口理代、松浦麻耶、松下将太、山本尚志、吉松靖祐、横田晋一、村松さつき
船本優美、井野真理恵、渡辺幸枝、杉山典子、石渡清美、早川加寿子、佐野勝、佐々木洋平、外谷章
中村和也、内山絵里子、藤井瞳、青木あさ子、藤下あゆみ、橋口隼人、出野善則、談議祐子、市原圭子、有井美和
岡田知華、小西亜希子、北口大輔、大源可奈子、三宮有加里、平野勇一、藤本正利、小松温、真鍋明日香、中嶋洋祐
西川真人、五十川礼、増田伸孝、日根野優子、塩田学、伊藤愛美、古保里祐子、大橋圭、尾山景子、堀金薫、今牧千世
坂口貴嗣、浜田佳子、谷口義彦、菊池一真、佐古宗一郎、清水明日香、多村名津美、石原彩子、神山裕子、松浪健期
金澤英美、寺野勇樹、横峯克晶、簾畑由実、藤田雄己、齊藤緑、貞森早紀、手塚智司、冷水由紀絵、井本由紀、蔭山武彦
木本茂樹、前泊みづき、植村三保、ヤマモトミカ、河部光実、下牧さやか、佐々木美奈子、白石亜由美、長部州太、戸田さやか
高島教子、渡辺亜彩美、肥塚正史、堀江真理子、安藤佳子、松村舞子、斎藤みどり、千原美穂、飯沼亜希菜、小林亜希、永澤理佳
梶谷明史、大坪雄一郎、吉本税、橋本健司、岩田幸子、井上信重、石井邦俊、山本浩代、中野礼恵、古野慶子
スタジオギムレット、Production I.G、I.G新潟、演播室現場、エムアイ、穆工作室、Anime R、Frontline、スタジオワンパック、J.C.STAFF、SATELIGHT、GAINAX、ビィートレイン、奇諾製作、マウス、動畫國際公司、RADIX ACE ENTERTAINMENT、動畫工房、中村製作、動漫現場、駕駛艙工作室
- 美術監督 - 菱山徹
- 美術監督補佐 - 新林希文
- 背景 - 新井和浩、板倉佐賀子、臼田安成、海老沢一男、春日井直美、木下和宏、末廣由一、田崎万里子、田村せいき、西川増水

西田稔、野崎佳津、藤井和子、本間匠、森川篤、吉崎正樹、アトリエブーカ、PAC
- CGI監督 - 笹川恵介
- CGI - 伊藤真由、川村晃弘、草木孝幸、坂本拓馬、塩崎竈信幸、杉田直子、高橋和歌子、寺尾実、成毛久美子、平野弘樹、廣田裕介、安田大地
- 色彩設計 - 鷲田知子
- 色指定 - 青木桃江、伊東美由樹
- 數位墨水/數位塗料 - 合田慧子、浅輪ともみ、伊藤俊幸、猪原奈緒子、上田裕子、大槻ひろ子、岡田幸恵、樫原ひとみ、一瀬美代子、金内順子、小林弘美、小柳寿志、佐藤しのぶ、佐藤実麻、佐藤由希子、澤村祐子、菅川裕美、鈴木香代子、中村早智、中村千香子、西陰秀美、西上麻友美、西脇洋平、細川和美、松尾めぐみ、丸山鮎美、店崎小百合、溝口久美子、南龍介、三原有美子、宮原奈緒子、森末晶子、森田都世、吉井亜弥、和田尋、トレーススタジオM、スタジオ・タージ、スタジオギムレット、武遊
- 剪輯 - 水田精子
- 形象歌曲 - Fayray（日语：Fayray）「最初で最後の恋」
- 音樂 - 山本精一（日语：山本精一）
- 音樂製作人 - 渡边信一郎
- 鋼琴演奏 - 菅野洋子
- 音效製作 - 笠松広司
- MA工程師 - 藪原正史
- AR總監 - 大石幸平
- 錄音室 - 高木創、今泉武、東京電視中心（日语：東京テレビセンター）
- ARスタジオ - 加藤紀子、木澤秀昭（スタジオT&T）
- 映像制作協力 - 鈴木裕
- MIND GAME REMIX總監 - 森本晃司
- MIND GAME REMIX製作 - 畑田里香
- MIND GAME REMIX編集 - 斉藤亜規子、武宮むつみ
- 副製片人  - 豊島雅郎、松尾宗俊
- 執行製片人 - 日下孝明、椎名保、田中榮子（日语：田中栄子_(プロデューサー)）
- 製作人 - 田中榮子
- 制作協力 - 吉本興業
- 企劃製作 - STUDIO 4℃
- 製作 - 日本租賃公司（日语：レントラックジャパン）、ASMIK ACE（日语：アスミック・エース エンタテインメント）、Beyond C.

## 製作

### 企劃
漫畫《心靈遊戲》的電影化企劃是由STUDIO 4℃的製片人田中榮子提出的。最初是該工作室當時的成員森本晃司注意到了這部作品，並向工作室的人員和周圍的人推薦。偶然接觸到這部作品的田中製片人決心說：「這部作品絕對要由我們來製作」。然而，當將原作改編為動畫時，發現了一些問題。首先，原作的圖畫帶有極端的透視效果，以傳達真實的動感，但要讓理解能力不足的工作人員接受這一點非常困難。此外，原作中出現了性和暴力場景，但當時的動畫行業嚴格禁止這些內容，因此籌集資金也變得困難。
因此，有人曾考慮通過增加真人元素來說明：「這部電影是真人作品。雖然決定了電影化，但尚未確定具體的視覺計劃，也找不到能夠保持原作風格並使其成為動畫的人物。當所有人都在煩惱時，製片人田中直覺地認為「湯淺政明可以辦到」，於是決定請他擔任導演。當時，湯淺雖然未曾執導過長片，但田中認為他參與過《櫻桃小丸子》和《蠟筆小新》等家庭向作品，並創造了新穎的影像，非常適合這部電影。
湯淺在製作《聲學生命體NOISEMAN》（1997年）時，已經被導演森本晃司和動畫師田中達之看到了原作，並對其非凡的有趣和高水準的表現印象深刻。當他正積極地構思新的導演作品時，湯淺感覺到：「也許我可以創造出有趣的東西」，於是立即接受了這個提議。於是《心靈遊戲》的企劃正式啟動。

### 演員選角
為了展現與大阪市相關的原作氛圍，與大阪深度結合的吉本興業參與了合作，許多該公司旗下的藝人參與了製作。他們不僅以聲優身份參與了演出，還將他們的真實面孔影像加工後用於動畫中。
在吉本藝人參與的讀賣電視台節目《專業動脈》中進行了試鏡，聲優前田沙耶香被選為女主角妙的配音演員，吉本旗下女演員田熊靖子被選為妙的姐姐妍的配音演員。

### 製作過程
在這部作品中，實現了動畫和實景影像的融合。首先，像傳統的動畫製作一樣，由動畫師手繪的佈局確定了背景/角色/物體等的造型和位置。接著，將美術所繪製的背景素材掃描到電腦中，貼在3D物體上完成各種素材，利用3ds Max軟體製作3DCG動畫，再用Adobe After Effects進行編輯和應用效果（特殊效果），最終完成動畫。
湯淺導演強調了「不要讓CG的感覺太過濃厚」和「保留手繪的感覺」。至於實景影像，則聘請了當時在商業廣告製作領域備受好評的中島哲也的攝影團隊。

### 配樂
電影的音樂由山本精一擔任。音樂包括搖滾、巴薩諾瓦等多種風格的曲目。製作人是曾擔任《星際牛仔》和《黑客帝国动画版》等作品的渡邊信一郎。渡邊介紹了作曲家菅野洋子，菅野以獨奏鋼琴參與製作，演奏了《匈牙利狂想曲第二號D小調》。

### 完成
電影花費了大約兩年的時間完成。然而，由於需要通過電影分級制度才能上映，田中製片人最初已經做好了R18+的準備。但是，當他們向電影分級機構提交作品時，意外地受到了極大的支持，最終成為了無年齡限制的一般公開。田中表示，這也增強了他們對作品的信心。

## 發行
《心靈遊戲》在日本的24家小型劇場，如東京澀谷CINE QUINTO和大阪市心齋橋BIGSTEP等，進行了上映。
在日本以外，該電影於2005年6月在紐約亞洲電影節上進行了國際首映。

## 評價
《心靈遊戲》自上映後獲得了日本國內外多個電影獎項，根據12條評論，這部電影在影視評論網站爛番茄上獲得了100%的評分，雖然部分地區對其持熱情支持，但在日本一般觀眾和眾多動畫愛好者中的反應並不樂觀，且由於上映劇院較少，無法算作商業上的成功。原作漫畫的知名度本來就不高，而且它並非類型明確、容易吸引粉絲的動畫，因此話題性相對較低，很難引起人們的興趣。
然而，該作品在海外獲得了日本動畫電影的極高評價。2004年上映時，同期還有宮崎駿的《霍爾的移動城堡》、押井守的《攻殼機動隊2 INNOCENCE》、大友克洋的《蒸氣男孩》和新海誠的《雲之彼端，約定的地方》等動畫電影陸續上映。。在這些作品中，《心靈遊戲》成功脫穎而出，獲得了第8屆日本新媒體動漫藝術節動畫部門大獎和第59屆每日電影大獎的大藤信郎獎，在海外，《心靈遊戲》在2005年的加拿大蒙特利尔奇幻國際電影節上，榮獲了作品獎、導演獎、編劇獎和特別獎等四個獎項，並於2006年在巴黎舉辦的KINOTAYO當代日本電影節上獲得了動畫獎。
在日本新媒體動漫藝術節的評審過程中，對該作品的評價存在著極端的分歧。擔任主審的動畫導演富野由悠季對該作品的大獎提名表示肯定，稱讚它在故事主題和風格上成功地融合了對當代社會扭曲的風刺，同時兼具娛樂和普世價值，並運用了只有動畫才能實現的技法。然而，評審之一的神村幸子則透露，雖然她個人並未對《哈爾的移動城堡》和《心靈遊戲》做出明確評價，但在整個評審過程中，對這兩部作品的評價存在明顯的分歧。在得票數上，《霍爾的移動城堡》名列第一，而《心靈遊戲》則名列第二，且有審查員給出的最低評分，顯示出對這兩部作品評價存在極端的差異。
岡島正晃在WOWOW的電影專欄中稱讚今田的聲音和表演具有「幽默的風味」，並肯定了它與自由奔放的劇本的結合，認為觀眾可以輕鬆投入。

## 獎項
| 獎項                      | 部門           | 結果 |
| ------------------------- | -------------- | ---- |
| 第59回每日電影獎          | 大藤信郎賞     | 獲獎 |
| 第8回日本新媒體動漫藝術節 | 動畫部門大賞   | 獲獎 |
| 2005年奇幻國際電影節      | 最優秀作品賞   | 獲獎 |
| 2005年奇幻國際電影節      | 監督賞         | 獲獎 |
| 2005年奇幻國際電影節      | 腳本賞         | 獲獎 |
| 2005年奇幻國際電影節      | 影像技術特別賞 | 獲獎 |
| 2005年奇幻國際電影節      | 最佳動畫賞     | 獲獎 |
| 2006年日本KINOTAYO電影節  | 大賞           | 獲獎 |

## 關聯商品

### 家庭媒體
| 標題                                         | 發售日期       | 規格             | 規格產品編號 | 標籤                 | 備註                                                              |
| -------------------------------------------- | -------------- | ---------------- | ------------ | -------------------- | ----------------------------------------------------------------- |
| MIND GAME VISION ZERO                        |                | DVD              | MG-0002      | STUDIO 4℃            | 預售票附贈的非賣品。MIND GAME Remix的另一版本。。                 |
| MIND GAME Remix                              | 2004年6月25日  | DVD              | REDV-00037   | Big Time Entertainme | 電影公開之前由森本晃司製作的影像重混。。                          |
| マインド・ゲーム パーフェクトコレクターズBOX | 2004年12月22日 | 4DVD+2CD         | REDV-00071   | Big Time Entertainme | 完全預約初回限定生產。內含原作漫畫、概念板等資料。                |
| マインド・ゲーム スペシャルBOX               | 2004年12月22日 | 2DVD+CD          | REDV-00072   | Big Time Entertainme | 完全預約初回限定生產。內含分鏡稿等資料。                          |
| マインド・ゲーム                             | 2004年12月22日 | DVD              | REDV-00073   | Big Time Entertainme | 通常版。                                                          |
| MIND GAME Co-Mix                             | 2004年12月22日 | DVD              | MG-4001      | Big Time Entertainme | 與完美收藏家版同捆內容相同。                                      |
| 心靈遊戲 Premium Edition                     | 2018年2月9日   | Blu-ray Disc+DVD | TCBD-0712    | BEYOND C.            | BEYOND C. 由STUDIO4℃發起的Blu-ray化群眾募資活動結果，最終發行。。 |

海外方面，2008年，澳洲狂熱娛樂發行了該電影的Region 4 DVD。據《惡童》導演麥可·阿里亞斯稱，曾考慮以R1 DVD形式發行這部電影，但最終未能實現。
2017年，GKIDS宣布獲得了該電影的授權，該影片於當年12月29日在VRV Select上播放，隨後於2018年2月在影院進行了有限放映，並於當年8月28日發布了家庭媒體。2018年愚人節，該電影在Adult Swim的Toonami區塊播出，並配有日文音訊和英文字幕。

### 音樂專輯
原聲帶
形象曲
- Fayray「最初で最後の恋」（專輯『HOURGLASS』収録）

## 外部連結
- 官方網站
- 心靈遊戲 - allcinema
- 心靈遊戲 - KINENOTE
- 互联网电影数据库（IMDb）上《心靈遊戲》的资料（英文）